# Haematomma accolens
Haematomma accolens är en lavart som först beskrevs av Stirt., och fick sitt nu gällande namn av Hillmann. Haematomma accolens ingår i släktet Haematomma och familjen Haematommataceae.   Inga underarter finns listade i Catalogue of Life.